# Siglfing
Siglfing ist ein Gemeindeteil der Großen Kreisstadt Erding im oberbayerischen Landkreis Erding.

## Lage
Das Dorf liegt rund zwei Kilometer nordwestlich von Erding. 350 Meter südlich des Orts verläuft die Staatsstraße 2084.

## Baudenkmäler

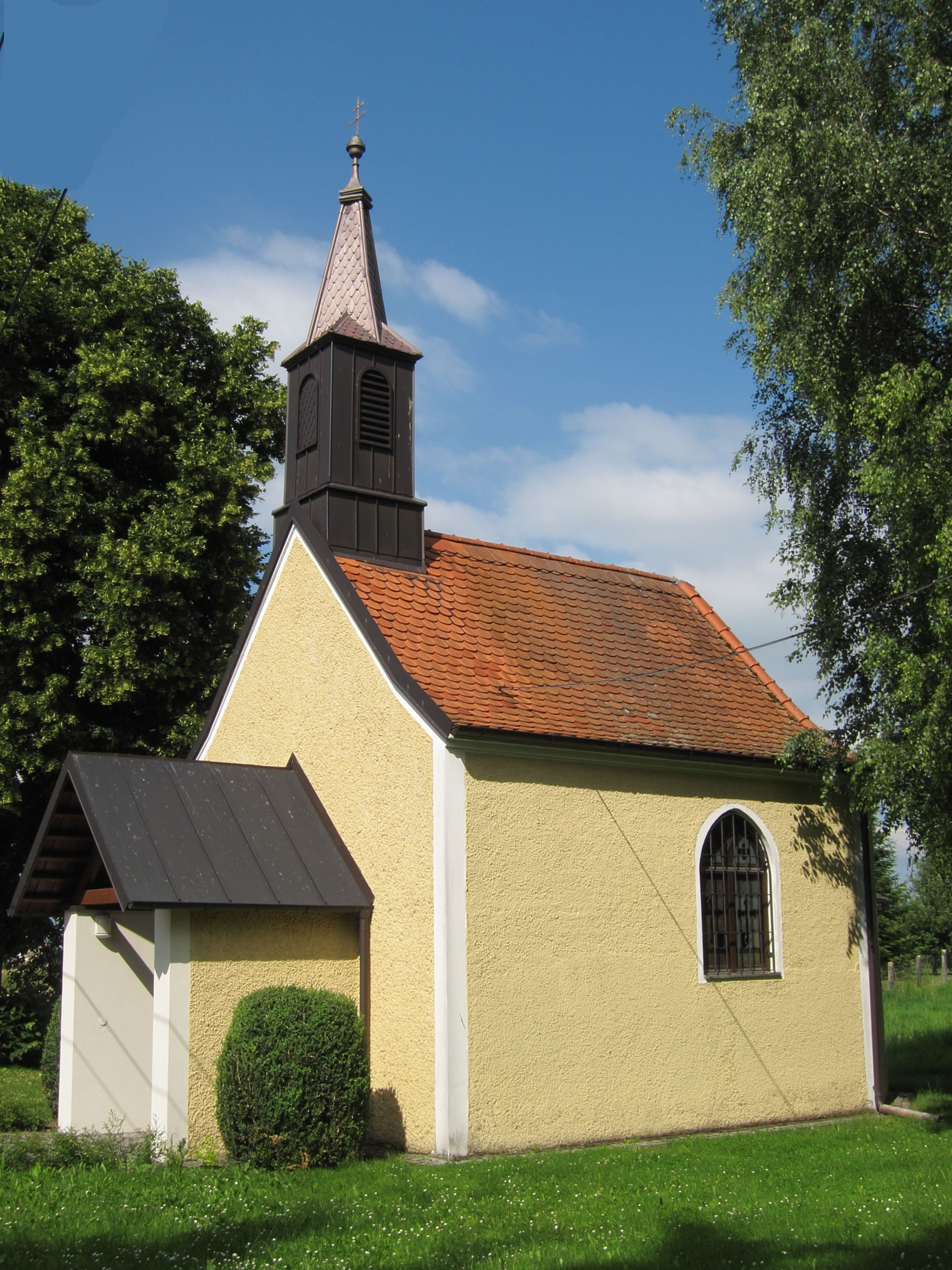
Kapelle Siglfing (erbaut 1900)

Die Kapelle Siglfing ist ein kleiner Saalbau mit dreiseitig schließendem Chor und Dachreiter. Sie wurde 1900 errichtet und ist in die Denkmalliste eingetragen. 

## Geschichte
1938 kam der Ort von der Gemeinde Oberding an die Stadt Erding.

## Persönlichkeiten
In Siglfing geboren:
- Thomas Wimmer (1887–1964), deutscher Politiker (SPD), von 1948 bis 1960 Oberbürgermeister Münchens[2]